# فضای هفت‌بعدی

فضای ۷ بعدی (ارتوپلکس عدد ۷)

در دانش فیزیک و ریاضی، یک ترتیب برداری از {\displaystyle n} عدد می‌تواند به شکل یک موقعیت مکانی n بعدی در فضا تفهیم شود. حال هنگامی که {\displaystyle n} برابر عدد ۷ می‌شود، به آرایش موقعیت‌های برداری، فضای ۷ بعدی اقلیدسی می‌گویند. فضای بیضوی ۷ بعدی و فضای هذلولی همچنین به همراه خمینه‌های مثبت و منفی مورد مطالعه قرار می‌گیرند. اینکه عالم هستی حقیقی که ما در آن زندگی می‌کنیم، ۷ بعدی است یا نه، موضوعی است که در شاخه‌های مختلف فیزیک مورد بحث و کاوش بوده‌است.